# Gare d’Aix-en-Provence
Gare d’Aix-en-Provence vasútállomás Franciaországban, Aix-en-Provence településen.

## Vasútvonalak
Az állomást az alábbi vasútvonalak érintik:
- Lyon-Perrache-Grenoble-Marseille-vasútvonal
- Rognac-Aix-en-Provence-vasútvonal

## Kapcsolódó állomások
A vasútállomáshoz az alábbi állomások vannak a legközelebb:
- Gare de Gardanne (Gare de Marseille-Saint-Charles)
- Gare de Meyrargues
- Gare de Marseille-Saint-Charles